# Sisalam
Sisalam is een bestuurslaag in het regentschap Brebes van de provincie Midden-Java, Indonesië. Sisalam telt 2817 inwoners (volkstelling 2010).